# 檀子
檀子（?—?），《说苑》作田解子，战国时期田齐人物，在齐威王属下担任大臣。
檀子由邹忌推荐给齐威王，让他守卫南城，楚国人不敢向东向北拓展，抱着罗绮来朝觐，泗上十二诸侯都来朝见齐国。后来齐威王二年（前355年，《史记》作二十四年），齐威王和魏惠王会猎。齐威王说自己国家的国宝是檀子、朌子、黔夫、種首四人。